# Sal Brinton
Pour les articles homonymes, voir Brinton.
Sarah Virginia Brinton, née le 1er avril 1955) à Paddington, connue sous le nom de Sal Brinton, est une femme politique britannique qui est présidente des libéraux démocrates de 2015 à 2020. 
En novembre 2010, elle est nommée à la Chambre des lords, avec le titre de baronne Brinton, de Kenardington dans le comté de Kent le 4 février. Après que Jo Swinson ait perdu son siège aux élections générales de 2019 au Royaume-Uni, Brinton et Edward Davey deviennent codirigeants par intérim des libéraux démocrates,.

## Jeunesse et éducation
Brinton est née à Paddington, Londres en 1955. Elle est la fille de l'ancien député conservateur Tim Brinton (en) et la cousine de Mary Stocks.
Brinton fait ses études à la Benenden School et étudie la mise en scène à la Central School of Speech and Drama. Elle obtient ensuite un diplôme en littérature anglaise du Churchill College, Cambridge en 1981.

## Carrière
Commençant sa carrière au milieu des années 1970 à la BBC comme directrice d'antenne, travaillant sur des programmes comprenant Playschool, Grandstand et Doctor Who, Brinton rejoint le Parti libéral en 1975 et devient conseiller du comté de Cambridgeshire en 1993. Elle se présente pour le siège parlementaire du sud-est du Cambridgeshire aux élections générales de 1997 et 2001.
Elle est économe du Lucy Cavendish College, Cambridge, de 1992 à 1997, et du Selwyn College, Cambridge, de 1997 à 2002 . En 1997, elle remporte le prix de la femme d'affaires entrepreneuriale de l'année d'Est-Anglie. Elle est également membre fondateur du conseil d'administration de l'Agence de développement de l'Est de l'Angleterre de décembre 1998 à décembre 2004 (vice-présidente de 2001 à 2004).
De 1999 à 2004, elle préside le Conseil d'apprentissage et de compétences du Cambridgeshire. Elle se présente dans la circonscription de Watford aux élections générales de 2005 et 2010, arrivant en deuxième position à chaque fois. Elle est directrice non exécutive de l'Ufi Charitable Trust, une organisation caritative qui accorde des subventions dans le secteur des technologies de l'enseignement professionnel
Elle est membre du comité des politiques fédérales des libéraux démocrates et vice-présidente du comité de la conférence fédérale. Elle préside également le groupe d'engagement pour la diversité des libéraux démocrates et s'intéresse particulièrement à l'augmentation du nombre de femmes, de députés noirs, asiatiques et issus de minorités ethniques. Elle est membre de la All Party Stalking Inquiry de 2011.
En 2014, elle est élue présidente des libéraux démocrates, battant Daisy Cooper et Liz Lynne, et prend ses fonctions le 1er janvier 2015.

## Vie privée
Brinton souffre de polyarthrite rhumatoïde et utilise donc généralement un fauteuil roulant. Elle rencontre son mari Tim lorsqu'elle travaille à la BBC. Brinton vit avec Tim et leur famille à Watford.
En 2003, Brinton reçoit un doctorat honorifique pour sa contribution à l'éducation, aux compétences et à l'apprentissage par l'Université Anglia Ruskin. En novembre 2013, elle est nommée Fellow de Birkbeck, Université de Londres. Elle est Patronne de Christian Blind Mission UK, Administrateur du Comité du Royaume-Uni de l'UNICEF, Administrateur de l'Ufi Charitable Trust et Administrateur de Joseph Rowntree Reform Trust Ltd